# Гамбийско-сенегальские отношения
Гамбийско-сенегальские отношения — двусторонние дипломатические отношения между Гамбией и Сенегалом. Протяжённость государственной границы между странами составляет 749 км.

## История
Конфедерация Сенегамбия — мягкая конфедерация, существовавшая с 1982 по 1989 год, в которую входили западно-африканские страны Сенегал и Гамбия, единственным соседом которой является Сенегал. Конфедерация была создана 1 февраля 1982 года (договор о создании был подписан 12 декабря 1981 года) с целью содействия расширению сотрудничества между двумя странами. Договор был аннулирован Сенегалом 30 сентября 1989 года, после отказа Гамбии перейти к более интегрированной форме союза. Почти у каждого гамбийца и сенегальца есть родственники через границу. Они говорят на одних и тех же языках, разделяют общее культурное наследие. Страны стали раздельными из-за того, что являлись частью разных колониальных империй — Великобритании и Франции.
Гамбия и Сенегал являются членами Экономического сообщества стран Западной Африки (ЭКОВАС). В 1990 году страны стали участницами программы создания единых вооружённых сил среди стран ЭКОВАС, которая получила название Группа мониторинга экономического сообщества стран Западной Африки (ЭКОМОГ).
В апреле 2016 года страны подписали Меморандум о взаимопонимании, что должно было способствовать улучшению взаимоотношений. В апреле 2018 года президент Сенегала Маки Саль совершил официальный визит в Банжул, где провёл переговоры с президентом Гамбии Адама Бэрроу. Стороны договорились открыть новый этап в отношениях между странами и «строить мосты вместо стен». В январе 2019 года был запущен в эксплуатацию мост через реку Гамбию, который соединил обе страны.

## Торговля
Основными странами по импорту товаров в Гамбию являются Кот-д’Ивуар и Сенегал, на которые приходится 90 % и 5 % соответственно. Импорт Гамбии из Сенегала — гранит, порфир, базальт, песчаник и другие строительные камни (35 %), азотные удобрения (7 %). В 2017 году Гамбия экспортировала товаров в Сенегал на сумму 2,92 млн. долларов США, а Сенегал поставил товаров в Гамбию на сумму 107 млн долларов США.

## Дипломатические представительства
- Гамбия имеет посольство в Дакаре[9].
- Сенегал содержит посольство в Банжуле[10].